# Mosca de l'oliva
La mosca de l'oliva (Bactrocera oleae) és una espècie de dípter braquícer de la família dels tefrítids. És la plaga més important de les oliveres; la seva larva s'alimenta de les olives, i fa malbé l'oli. Pel fet que afecta zones extenses, els tractaments amb insecticides es fan generalment mitjançant avions. A Catalunya i el País Valencià els tractaments poden ser obligatoris pel fet de ser considerats d'interès públic i causen danys especialment a les comarques del Baix Ebre, el Montsià i la Ribera d'Ebre.

## Distribució
La seva distribució original coincidia amb la conca del Mediterrani, en les zones més càlides on es conrea l'olivera, abastant també l'est i sud d'Àfrica, Illes canàries, Índia i oest d'Àsia. Des de 1998 es va detectar també als Estats Units, concretament a Califòrnia on hi ha plantacions d'oliveres.
Aquesta espècie està associada a les espècies del gènere Olea.

## Característiques

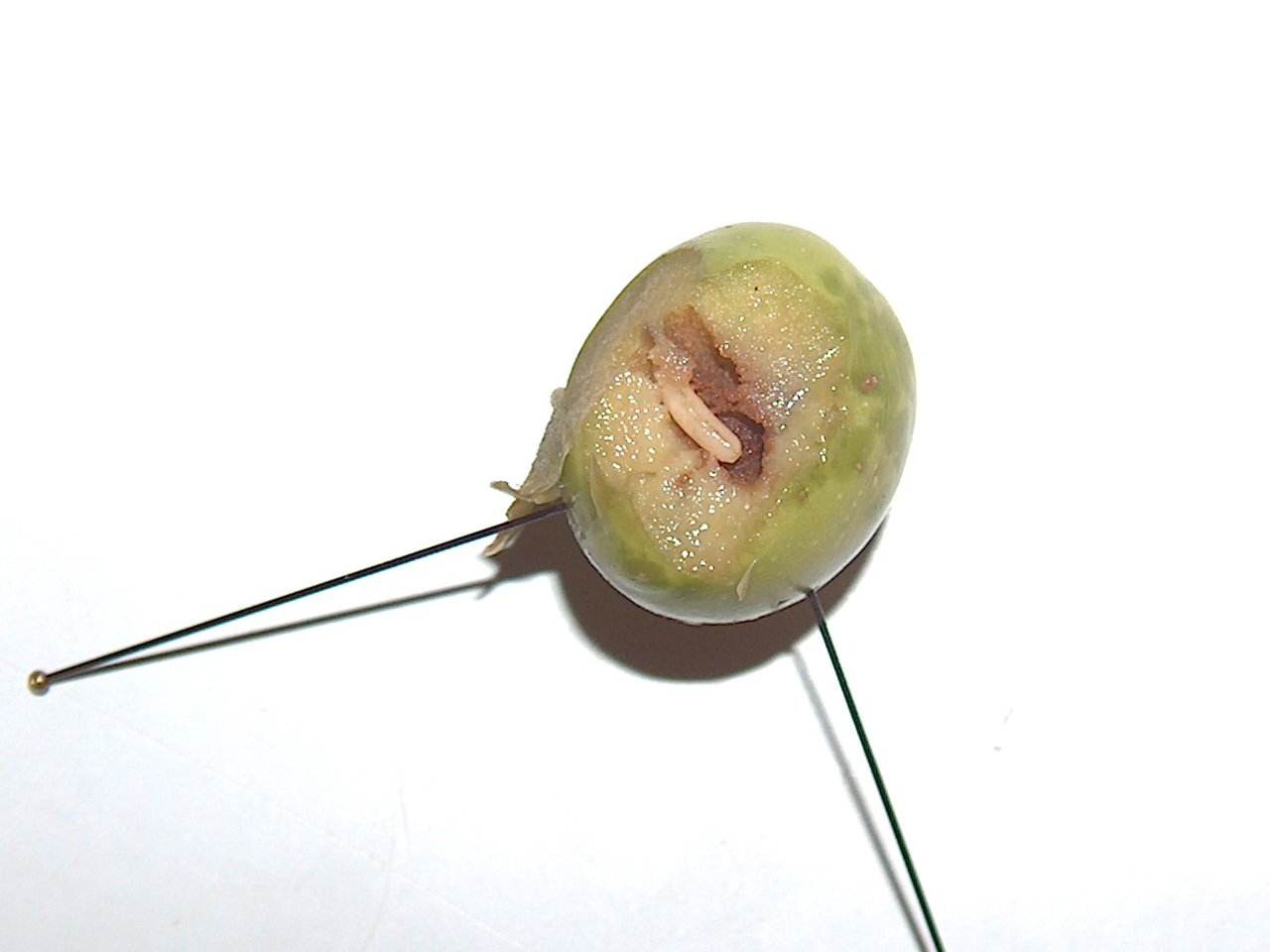
Larva del tercer estadi

L'ou fa de 0,7 a 1.2 mm de llarg. la larva té un front estret cònic cilíndric. Es desenvolupa en tres estadis (larva, primer, segon i tercer estadi). La larva madura mesura de 6 a 7 mm de llarg i és de color blanc groguenc.

L'estadi de pupa es forma en un capoll el·líptic de 3,5 a 4,5 mm de llarg de color blanc crema a marró-groc quan està sec. Capoll de la C

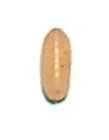
Capoll de la pupa

Els adults, tant els mascles com les femelles, fan de 4 a 5 mm de llarg. Tenen una petita taca negra a l'àpex de l'ala. La femella adulta té el cap groguenc. L'ovopositor és clarament visible.

## Cicle vital

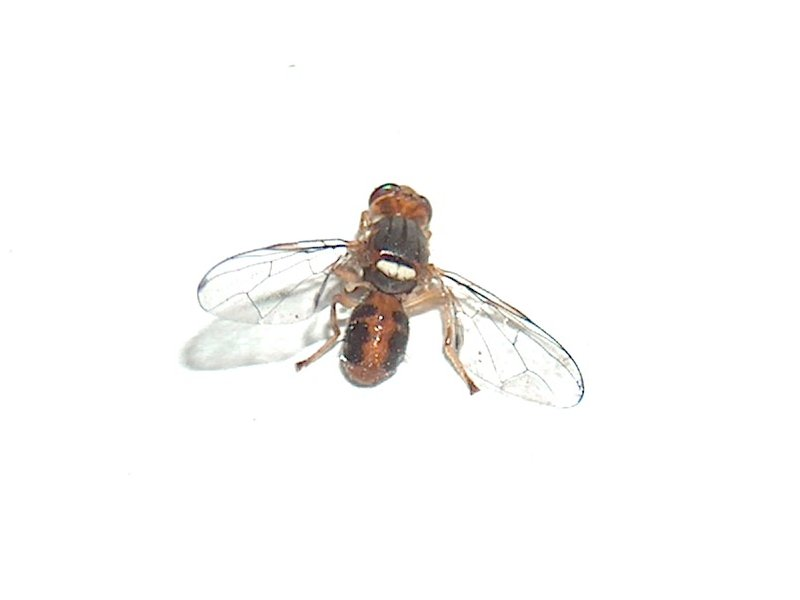
Mascle adult

Les femelles ponen els ous a partir de l'estiu quan l'oliva arriba com a mínim als 7-8 mm de diàmetre. L'ou es pon punxant l'oliva amb l'ovopositor i deixant l'ou a la part de sota del forat. La larva que neix excava inicialment un túnel dins l'oliva però després es desplaça més endins a la polpa de l'oliva. Dins el fruit tenen lloc dos estadis de desenvolupament i creixement de la larva.

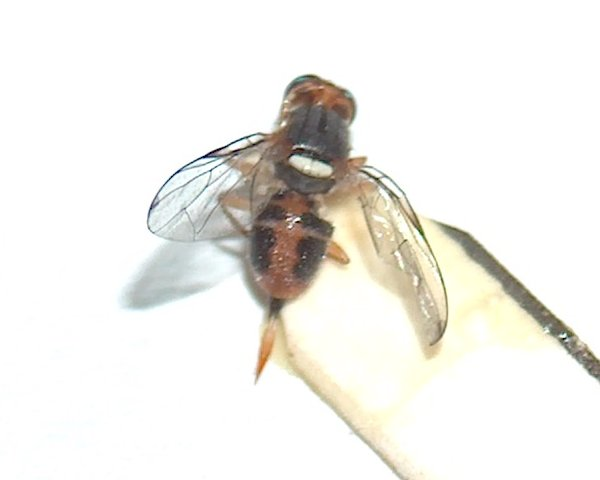
Femella adulta

Al volant del tercer estadi larvari l'insecte prepara el forat de sortida per la mosca adulta, és en aquest moment quan l'oliva presenta clarament els signes exteriors de l'atac de l'insecte i es veu més fosca amb un clar forat circular.
Quan està madur l'insecte trenca la pupa i emergeix. A finals de tardor i l'hivern el seu comportament canvia: la larva madura emergeix de l'oliva i cau al sòl, on es fa la pupa.
Els adults de la mosca de l'oliva s'alimenten principalment de mel de melada. Com que aquesta alimentació és baixa en proteïna se senten atrets i la complementen amb substàncies nitrogenades volàtils com els excrements dels ocells. Això es pot aprofitar en els programes de control contra elles utilitzant atraients com proteïnes hidrlitzades o sals d'amoni.

## Necessitats ambientals

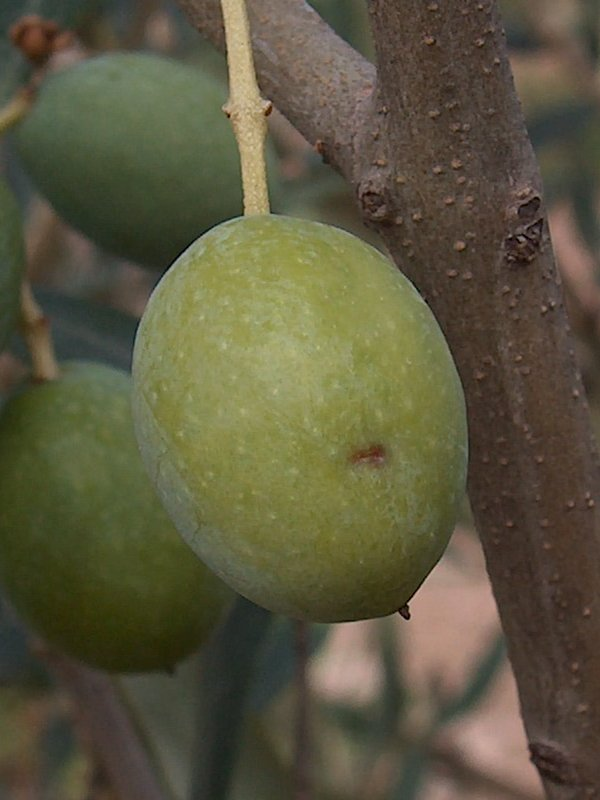
Punxada recent

El cicle de desenvolupament està estretament lligat al clima i l'estadi de les olives. Coneixent-los es pot programar l'estratègia de control.
Durada de cada estadi:
| Estadi | Estiu          | Tardor-hivern                  |
| ------ | -------------- | ------------------------------ |
| Ou     | 2–3 dies       | 10 dies (tardor)               |
| Larva  | 10–13 dies     | 20 dies o més                  |
| Pupa   | 10 dies        | uns 4 mesos (pupes hibernants) |
| Adults | diversos mesos | diversos mesos                 |

La durada de la larva jove varia d'un mínim de 20 dies a un màxim de 5 mesos en la generació que hiberna.
Temperatures per sobre de 30 °C redueixen la fecunditat de les femelles; una femella pon de mitjana 2-4 ous per dia a l'estiu i de 10 a 20 a la tardor. Temperatures persistents per sobre de 32 °C causen la mort del 80% dels ous i larves.
Les temperatures baixes hivernals només afecten la mosca de l'oliva en els oliverars més al nord o a més altitud i, per tant, més freds.

## Danys

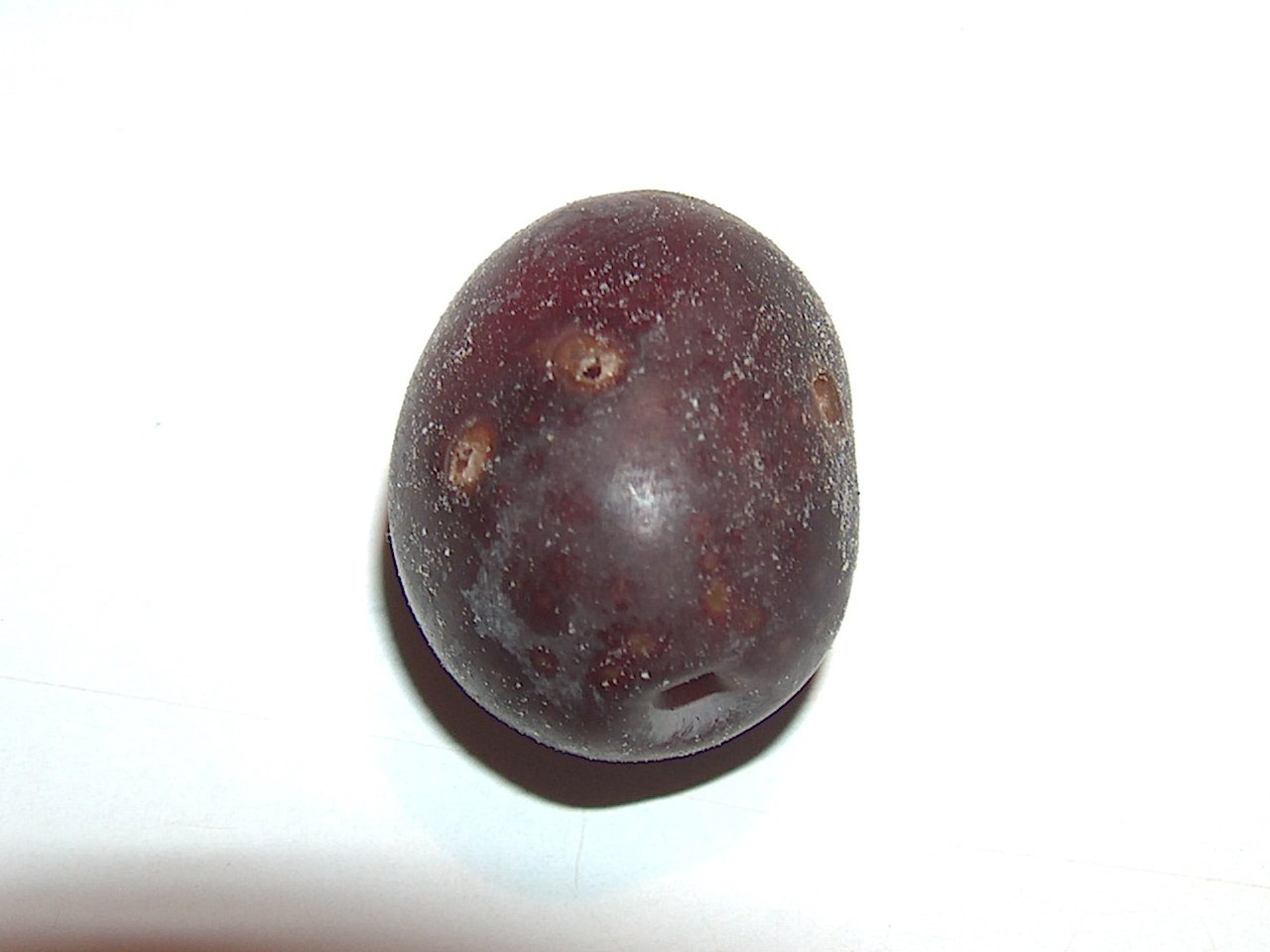
Forat d'eclosió

Els danys són de dos tipus:quantitatius i qualitatius.
Quantitatius els causen les larves del segon i especialment del tercer estadi, que treuen polpa de l'oliva i en redueixen el rendiment. També algunes olives atacades cauen a terra prematurament. Les olives per a menjar en amanides resulten inutilitzades.
Qualitativament, l'oli obtingut d'olives afectades té més acidesa (del 2 al 10%) que l'oli obtingut d'olives sanes i un índex de peròxids també més alt. Secundàriament les olives atacdes poden desenvolupar fongs de floridura que també espatllen la qualitat de l'oli que se n'obté.

## Control biològic amb enemics naturals
A la natura existeixen enemics naturals de la mosca de l'olivera, alguns útils en control biològic.
A continuació podeu veure una llista no exhaustiva:
- Hymenoptera Ichneumonoidea
  - Opius concolor (Braconidae). És un endoparàsit d'origen africà de diversos dípters Tefritidi incloent B. oleae. També es fa servir per al control biològic de la incorerectament dita mosca mediterrània de la fruita (Mediterranean fruit fly), Ceratitis capitata.

- Hymenoptera Chalcidoidea
  - Pnigalio mediterraneus (Eulophidae). Ectoparàsit.
  - Eupelmus urozonus (Eupelmidae). Ectoparàsit.
  - Eurytoma martellii (Eurytomidae). Ectoparàsit.
  - Cyrtoptyx latipes (Pteromalidae). Ectoparàsit d'importància menor.

- Diptera
  - Lasioptera berlesiana (Cecidomyiidae). Predator dels ous de diversos insectees incloent B. oleae.

## Control químic
Es fan servir insecticides per ruixar les oliveres com són: el dimetoat (barat i que deixa pocs residus en l'oli), deltametrina i fosmet. Estan encara en estudi l'ús d'insectiicides naturals (no de síntesi química) com l'azadiractina, un repel·lent extret dels fruits de l'arbre Neem i la rotenona.
Es fa una programació dels tractaments preventius i períodics de mitjans d'estiu i/o setembre.